# James McDaniel
James McDaniel Jr. (nacido el 25 de marzo de 1958) es un actor de teatro, cine y televisión estadounidense. Es conocido por interpretar al teniente Arthur Fancy en el programa de televisión NYPD Blue. Interpretó el papel de Paul en la exitosa obra del Lincoln Center Six Degrees of Separation. Interpretó a un oficial de policía en la desafortunada serie Cop Rock de 1990 y a un asesor cercano del director Spike Lee con respecto al activista Malcolm X en la película Malcolm X de 1992. También interpretó al sargento. Jesse Longford en la serie de televisión de ABC Detroit 1-8-7.

## Primeros años
James McDaniel Jr. nació en Washington D. C., el 25 de marzo de 1958, hijo del médico James McDaniel Sr. El joven McDaniel asistió a la Universidad de Pensilvania, donde estudió medicina veterinaria. Después de realizar sus exámenes finales, decidió mudarse a Nueva York y convertirse en actor, a pesar de no tener experiencia previa en actuación. McDaniel se matriculó en lecciones de baile y canto y obtuvo su primer papel en un comercial de Pepsi.

## Carrera
McDaniel comenzó a actuar en el teatro. Apareció en la producción original de Six Degrees of Separation como Paul Poitier, y recibió el Premio Clarence Derwent por su actuación. McDaniel actuó en el papel de Adam en Someone Who'll Watch Over Me, siendo el único estadounidense en el reparto. Recibió un premio Obie después de actuar en Before It Hits Home.
Sus primeros papeles en televisión incluyen apariciones especiales en la comedia Kate & Allie y en el drama criminal Gabriel's Fire. Interpretó al oficial de policía Franklin Rose en la serie Cop Rock, de corta duración y mal recibida. McDaniel tuvo un papel menor en la película Alice (1990) de Woody Allen, fue un banquero en Strictly Business (1991) e interpretó al hermano Earl en Malcolm X (1992) de Spike Lee.
McDaniel interpretó a un policía en Hill Street Blues, creada por Steven Bochco. A partir de entonces, apareció a menudo en producciones con la participación de Bochco, incluidas L. A. Law y Civil Wars. Interpretó al teniente Arthur Fancy en NYPD Blue durante ocho temporadas, entre 1993 y 2001. La serie atrajo algunas críticas por la infrautilización de McDaniel durante su estancia en el programa. El propio McDaniel aludió a ello, afirmando ser "el extra mejor pagado de la televisión". Fue nominado a un premio Primetime Emmy al mejor actor de reparto en una serie dramática en 1996 por su trabajo en la serie. También recibió tres nominaciones consecutivas al premio NAACP Image como Mejor actor de reparto en una serie dramática.
Interpretó el papel del sargento. Jesse Longford en el drama criminal Detroit 1-8-7. McDaniel apareció como un investigador en The Following y fue Ezra Mills, el padre de Abbie en Sleepy Hollow. McDaniel hizo una aparición especial como un trompetista de jazz en NCIS: New Orleans. McDaniel apareció en See You in September (2010) de Tamara Tunie y en la película de Jordana Spiro Night Comes On (2018).
McDaniel también ha aparecido extensamente en películas para televisión, entre ellas Silencing Mary (1996), Unforgivable (1996), y Out of Time (2000), este último en un papel poco común como personaje principal. Interpretó a Nat King Cole en Livin' for Love: The Natalie Cole Story (2000). Natalie Cole eligió personalmente a McDaniel para interpretar a su padre.

## Vida personal
Con su esposa Hannelore, McDaniel tiene dos hijos.

## Filmografía

### Cine
| Año  | Título                                | Papel                          |
| ---- | ------------------------------------- | ------------------------------ |
| 1983 | Banzaï                                | Chico del Bronx                |
| 1988 | Rocket Gibraltar                      | Policía                        |
| 1990 | Alice                                 | Invitado a la fiesta           |
| 1991 | Strictly Business                     | Roland Hallorand               |
| 1992 | Malcolm X                             | Hermano Earl                   |
| 1995 | Heading Home                          | Desconocido                    |
| 1997 | Truth or Consequences, N.M.           | Frank Thompson                 |
| 2002 | Sunshine State                        | Reggie Perry                   |
| 2006 | El Cortez                             | Arnie                          |
| 2006 | Steel City                            | Randall Karn                   |
| 2007 | War Eagle, Arkansas                   | Jack                           |
| 2010 | See You in September                  | Lewis                          |
| 2012 | You're Nobody 'til Somebody Kills You | Detective Johnson              |
| 2013 | Cass                                  | Franklin Morris, Sr.           |
| 2013 | King's Faith                          | Mike                           |
| 2018 | Night Comes On                        | Agente de libertad condicional |

### Televisión
| Año       | Título                                  | Papel                                   | Notas                                              |
| --------- | --------------------------------------- | --------------------------------------- | -------------------------------------------------- |
| 1984      | All My Children                         | Mickey                                  | Episodios desconocidos                             |
| 1985      | Kate & Allie                            | Reverendo                               | Episodio: "Thanksgiving"                           |
| 1986      | American Playhouse                      | Jack                                    | Episodio: "Adventures of Huckleberry Finn, Part 1" |
| 1986      | Hill Street Blues                       | Oficial Mason                           | Episodio: "More Skinned Against Than Skinning"     |
| 1988      | Crime Story                             | Byron                                   | 2 episodios                                        |
| 1988      | Internal Affairs                        | Fred                                    | Película de televisión                             |
| 1989      | A Man Called Hawk                       | Ringer                                  | Episodio: "The Divided Child"                      |
| 1990      | Cop Rock                                | Oficial Franklin Rose                   | 11 episodios                                       |
| 1990      | H.E.L.P.                                | Palmer                                  | Episodio: "Fire Down Below"                        |
| 1990      | Murder in Black and White               | Fred                                    | Película de televisión                             |
| 1990      | The Old Man and the Sea                 | Desconocido                             | Película de televisión                             |
| 1990      | Murder Times Seven                      | Fred                                    | Película de televisión                             |
| 1991      | L.A. Law                                | Major Charles Rainero                   | Episodio: "Rest in Pieces"                         |
| 1991      | Law & Order                             | Michael Ingrams                         | Episodio: "Mushrooms"                              |
| 1991      | Gabriel's Fire                          | Jackson                                 | Episodio: "One Flew Over the Bird's Nest"          |
| 1991      | Civil Wars                              | Malik Watson                            | Episodio: "Daveja-Vu All Over Again"               |
| 1993–2001 | NYPD Blue                               | Lt. Arthur Fancy                        | 167 episodios                                      |
| 1993      | Scam                                    | Daniel Poole                            | Película de televisión                             |
| 1993      | Alex Haley's Queen                      | Desconocido                             | Película de televisión                             |
| 1996      | Unforgivable                            | Spider                                  | Película de televisión                             |
| 1997      | A Deadly Vision                         | Dr. Tony Natale                         | Película de televisión                             |
| 1998      | Silencing Mary                          | Profesor Thiel                          | Película de televisión                             |
| 2000      | Deliberate Intent                       | Lawrence Horn                           | Película de televisión                             |
| 2000      | Livin' for Love: The Natalie Cole Story | Nat King Cole                           | Película de televisión                             |
| 2001      | Any Day Now                             | Riley Adams                             | Episodio: "The Contest"                            |
| 2002      | The Division                            | Brian Lawrence                          | 3 episodios                                        |
| 2002      | Taken                                   | General Beers                           | 4 episodios                                        |
| 2003      | John Doe                                | Colonel Dunagan                         | Episodio: "Illegal Alien"                          |
| 2003      | Alligator Point                         | Desconocido                             | Película de televisión                             |
| 2003      | Edge of America                         | Kenny Williams                          | Película de televisión                             |
| 2003–2005 | Las Vegas                               | Gavin Brunson                           | 3 episodios                                        |
| 2004      | Stargate SG-1                           | General Frances Maynard                 | 2 episodios                                        |
| 2004      | Law & Order: Special Victims Unit       | Javier Vega                             | Episodio: "Criminal"                               |
| 2004–2005 | Diario adolescente                      | William Miller                          | 5 episodios                                        |
| 2006      | Love Monkey                             | Derick Cooper                           | 4 episodios                                        |
| 2006      | Conviction                              | Tony Murno                              | 2 episodios                                        |
| 2007      | Numb3rs                                 | Phillip Wright                          | Episodio: "Under Pressure"                         |
| 2008      | Living Hell                             | Coronel Erik Maitland                   | Película de televisión                             |
| 2008      | Bunker Hill                             | Marcus Troy                             | Película de televisión                             |
| 2009      | Killer Hair                             | Mac                                     | Película de televisión                             |
| 2010–2014 | The Good Wife                           | Detective Lou Johnson                   | 3 episodios                                        |
| 2010–2011 | Detroit 1-8-7                           | Sargento Jesse Longford                 | 18 episodios                                       |
| 2013      | Orange Is the New Black                 | Jean Baptiste                           | 3 episodios                                        |
| 2014      | The Following                           | Agente Phillips                         | 2 episodios                                        |
| 2014      | NCIS: New Orleans                       | Papa Parks                              | Episodio: "Musician Heal Thyself"                  |
| 2014      | Forever                                 | Al Rainey                               | Episodio: "6 A.M."                                 |
| 2015      | Blue Bloods                             | Jefe Daniels                            | Episodio: "In The Box"                             |
| 2015      | Madam Secretary                         | General de la Fuerza Aérea Roger Baylis | Episodio: "The Show Must Go On"                    |
| 2015      | Limitless                               | Kenneth Paulson                         | 2 episodios                                        |
| 2015      | Chicago P.D.                            | James Whitaker                          | 2 episodios                                        |
| 2015–2017 | The Night Shift                         | Dr. Julian Cummings                     | 6 episodios                                        |
| 2016      | Sleepy Hollow                           | Ezra Mills                              | 5 episodios                                        |
| 2017      | The Blacklist: Redemption               | Dan Bishop                              | 2 episodios                                        |
| 2017      | Ryan Hansen Solves Crimes on Television | Capitán Jackson                         | Episodio: "Pilot"                                  |
| 2017      | The Deuce                               | Editor                                  | 2 episodios                                        |
| 2019      | Soundtrack                              | Moses                                   | 4 episodios                                        |
| 2020      | For Life                                | Earl                                    | 2 episodios                                        |